# Brin transcrit
Le brin transcrit, ou brin matrice, (anglais: template strand) est le morceau de copie d’ADN qui est utilisé pour effectuer la transcription de l’ADN en ARN. Il est donc le brin complémentaire à l'ARNm.
C'est le brin 3’ vers 5’.